# Marta Larralde
Marta Rivera Larralde (Vigo, Pontevedra, 11 d'abril de 1981), coneguda com a Marta Larralde, és una actriu gallega.

## Biografia
Encara que es va formar com a realitzadora amb un Cicle Superior de Realització en la Escola d'Imatge i So de Vigo, i va començar treballant darrere de la càmera com a guionista, directora i ajudant de direcció, es va sentir atreta per la interpretació i s'ha convertit en una de les actrius gallegues de major projecció després de ser triada de manera casual en 2001 per a protagonitzar el llargmetratge Lena, de Gonzalo Tapia, rodat a la seva ciutat natal, Vigo.
Des de llavors ha participat en diverses pel·lícules, destacant León y Olvido i la seva aparició breu a Mar adentro, així com un paper fix en l'onzena temporada de la sèrie televisiva Hospital Central en 2006 i, anteriorment, en diverses produccions de la TVG. El seu paper a Gran Hotel i a Seis hermanas realçaria encara més la seva fusta com a actriu.
La seva formació inclou cursos teatrals, d'animació, vocalització, dansa i expressió corporal.

## Treballs com a actriu

### Pel·lícules
- Lena (2001), de Gonzalo Tapia, com Lena
- El lápiz del carpintero (2003), d'Antón Reixa, com Costurera 3
- Una preciosa puesta de sol (2003), de Álvaro del Amo, com Beatriz
- León y Olvido (2004), de Xavier Bermúdez, com Olvido
- Mar adentro (2004), d'Alejandro Amenábar, com noia a la platja
- Interior (noche) (2005), de Miguel Ángel Cárcano, como Ana
- La velocidad funda el olvido (2005), de Marcelo Schapces, com Carmen
- El penalti más largo del mundo (2005), de Roberto Santiago, com Cecilia
- Viure de mentides (2005) (TV), de Jorge Algora, com Cristina Durán
- Días azules (2006), de Miguel Santesmaces, com Belén
- Hotel Tívoli (2006), d'Antón Reixa, com Rita
- Dos miradas (2007), de Sergio Candel, com Laura
- 4.000 euros (2008), de Richard Jordan, com Sara
- Onde esta a felicidade? (2010) de Carlos Alberto Riccelli, com Milena
- Outro máis (2011; tv) de Ricardo LLovo, com Bea
- Todas las mujeres (2013), de Mariano Barroso, com Carmen
- O Ouro do Tempo (2014), de Xavier Bermúdez
- Justi & Cía. (2014), de Ignacio Estaregui
- La playa de los ahogados (2015), de Gerardo Herrero, com Alicia
- Novatos (2015), de Pablo Aragüés, com Carmen
- El apóstata (2015), de Federico Veiroj, com Pilar

### Curts
- Los perros de Pavlov (2003), de Kike Maíllo, com Alicia
- El último peldaño (2004), de José Manuel Quiroga
- Reencuentro (2006), de José Manuel Vázquez i Martín Cañedo
- HollywoodWonderland (2006), d'Alfonso Campos
- Luz (2007), d'Antonio Pérez
- Espaguetis crudos (2008), de Lluna Juve, com Ariane
- Mínimo común múltiplo (2009), de Rubén Coca, com Andrea
- Il mondo mío, de José Manuel Fandos i Manuel Estella, com Virginia
- El disfraz del cielo, de Javier Marco Rico, com acróbata
- Pornobrujas, de Juan Gautier, com Andrea
- La colina del olvido, de Borja García, com Noa
- Tres minutos (2013), de Javier Marco Rico
- Bajo interior derecha (2019), de Martín Ortiz
- vacía (2020), de Alex Rodríguez i Sara Mosquera (voz)

### Televisió

#### Personatges fixos
- Hospital Central (2006, Telecinco), com Luna
- Gran Hotel (2011-2013, Antena 3), com Belén Martín
- Seis hermanas (2015-2017, TVE), com Diana Silva
- Fariña (2018, Antena 3), com Nieves
- Vivir sin permiso (2020, Telecinco), com Marina Cambeiro
- Caronte (2020, Amazon Prime Video i Cuatro), com Natalia
- HIT (2021, La 1), com Francis
- No me gusta conducir (2022, TNT), com Manuela

#### Personatges episòdics
- Galicia Express (2000, TVG)
- Pequeno Hotel (2001, TVG)
- Un paso adelante (2004, Antena 3), com Elena
- UCO (2009, TVE), com Ana
- O Nordés (2009, TVG), com Ana
- Impares (2009, Antena 3), com Diana
- Matalobos (2009, TVG), com Raquel
- Todas las mujeres (2010, TNT), dirigida per Mariano Barroso, com Carmen
- Los misterios de Laura (2011, TVE), com Susana
- B&B, de boca en boca (2015, Telecinco), com Lucía
- Servir y proteger (2018, TVE), com Nora Muñoz
- Pequeñas coincidencias (2021, Amazon Prime Video), com Crítica gastronómica

### Teatre
- El zoológico de cristal, dirigida per Manuel Camba
- El flautista de Hamelín, dirigida per Manuel Camba
- Aquelarre, dirigida per Malé González
- El color de agosto, dirigida per Marta Álvarez
- Sosticio, con La Fura dels Baus
- La intrusa, dirigida per Rosa Fernández
- Tardes no solpor, poesía y acrobacias en el Museo Verbum de Vigo
- Precipiatadas, danza aérea
- Teoría y práctica sobre los principios mecánicos del sexo, dirigida per Miguel Ángel Cárcano
- Nada tras la puerta, dirigida per Mikel Gómez de Segura
- Zorras y Koalas, microteatre
- Ana el Once de Marzo, dirigida per Paloma Pedrero i Pilar Rodríguez

## Treballs com a guionista
- 666, programa pilot per TV
- ¡Ah, eres tú!, curtmetratge
- Un mar de recuerdos, documental
- Ni de tu sombra, curtmetratge

## Treballs com auxiliar de direcció
- Los lunes al sol (2002), de Fernando León de Aranoa
- Descongélate (2003), de Dunia Ayaso i Félix Sabroso

## Premis y nominacions

### 2001
- Premi Millor actriu al Festival de Cinema de Tudela, por Lena
- Premi Millor actriu Chano Piñeiro, por Lena

### 2004
- Premio a la Millor actriu al Festival de Cinema d'Espanya de Tolosa de Llenguadoc, per León y Olvido
- Premio a la Millor actriu al Festival Internacional de Cinema de Karlovy Vary, per León y Olvido
- Premio a la Millor actriu a Black Nights en Tallin- Estònia, per León y Olvido
- Premio a la Millor actriu al Festival Internacional de Cinema d'Ourense, por León y Olvido
- Premi Mestre Mateo a la Millor actriu Protagonista, por León y Olvido

### 2006
- Nominació al Premi Mestre Mateo Millor actriu Secundària, por Días azules

### 2011
- Nominació al Premi Mestre Mateo Millor actriu Secundària per Outro máis [1]

### 2012
- Premi Ofimar a la mejor interpretació al XIV Festival de Cine Octubre Corto, per Pornobrujas [2]

### 2013
- Premi a la millor actriu en el XVI Certamen Nacional de Cortometrajes de Astorga, per Skiper [3]
- Premio a la millor actriu en el XVIII Certamen de Creación Audiovisual de Cabra, por No hace falta que me lo digas [4]